# Акихиро Иенага
Акихиро Иенага (јап. 家長 昭博; 13. јун 1986) јапански је фудбалер.

## Каријера
Током каријере је играо за Гамба Осака, Омија Ардија, Кавасаки Фронтале и многе друге клубове.

## Репрезентација
За репрезентацију Јапана дебитовао је 2007. године. За тај тим је одиграо 3 утакмице.

## Статистика
| Јапан  | Јапан   | Јапан  |
| Година | Наступи | Голови |
| ------ | ------- | ------ |
| 2007.  | 1       | 0      |
| 2008.  | 0       | 0      |
| 2009.  | 0       | 0      |
| 2010.  | 0       | 0      |
| 2011.  | 2       | 0      |
| Укупно | 3       | 0      |